# Weißenbach (Drau, bei Feistritz)
Der Weißenbach ist ein rechter Nebenfluss der Drau im Bundesland Kärnten in Österreich.

## Verlauf
Der Weißenbach entsteht als Abfluss des Weißensees an dessen Ostufer. Manchmal wird auch der kurze Zufluss am Westufer des Sees zum Weißenbach gezählt. Der Bach fließt südlich von Latschur und Goldeck nach Osten und mündet bei Feistritz in die Drau.
Der Bach selbst fließt nur durch die Gemeinden Stockenboi und Paternion, ein Teil seines Einzugsgebietes gehört auch zur Gemeinde Weißensee,    

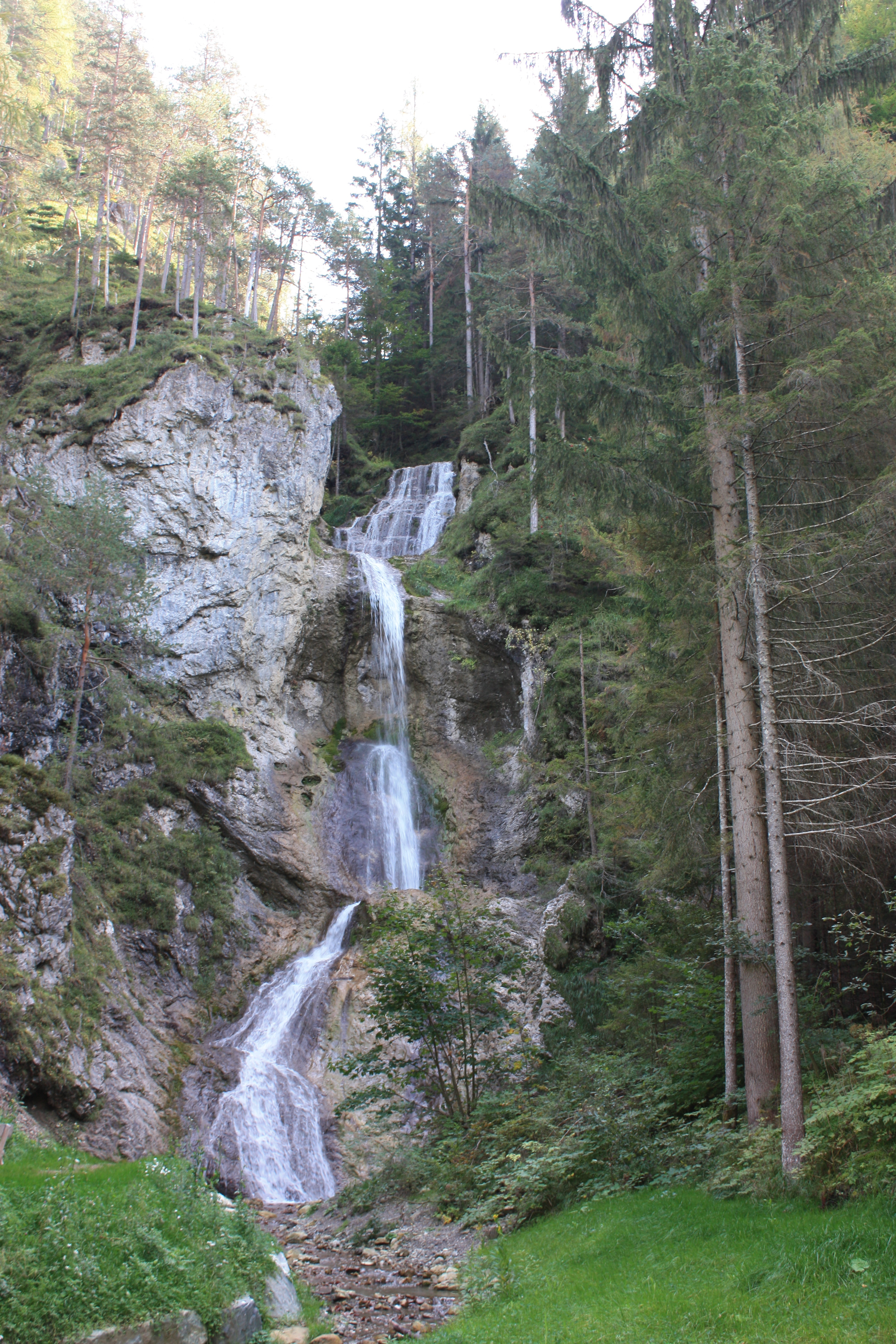
Wasserfall des Höllgrabenbachs vor der Mündung in den Weißenbach

## Nebenbäche
Der Weißenbach hat ein Einzugsgebiet von 182,7 Quadratkilometern. Seine größten Zuflüsse sind:
| Name                | Mündungsseite | Mündungsort | Einzugsgebiet in km² |
| ------------------- | ------------- | ----------- | -------------------- |
| Tscherniheimer Bach | rechts        | Zechner     | 34,1                 |
| Höllgraben          | rechts        |             | 02,7                 |
| Karbach             | links         | Tannbodner  | 07,7                 |
| Tiboldbach          | links         | Stockenboi  | 12,9                 |
| Fellbach            | rechts        | Gassen      | 13,1                 |
| Rieder Bach         | rechts        | Scharnitzen | 05,0                 |
| Herzogbach          | rechts        |             | 05,3                 |
| Kroißenbach         | rechts        | Pöllan      | 04,7                 |

## Orte
Am Weißenbach liegt Stockenboi, auf einer Anhöhe nördlich des Baches der Ort Zlan.

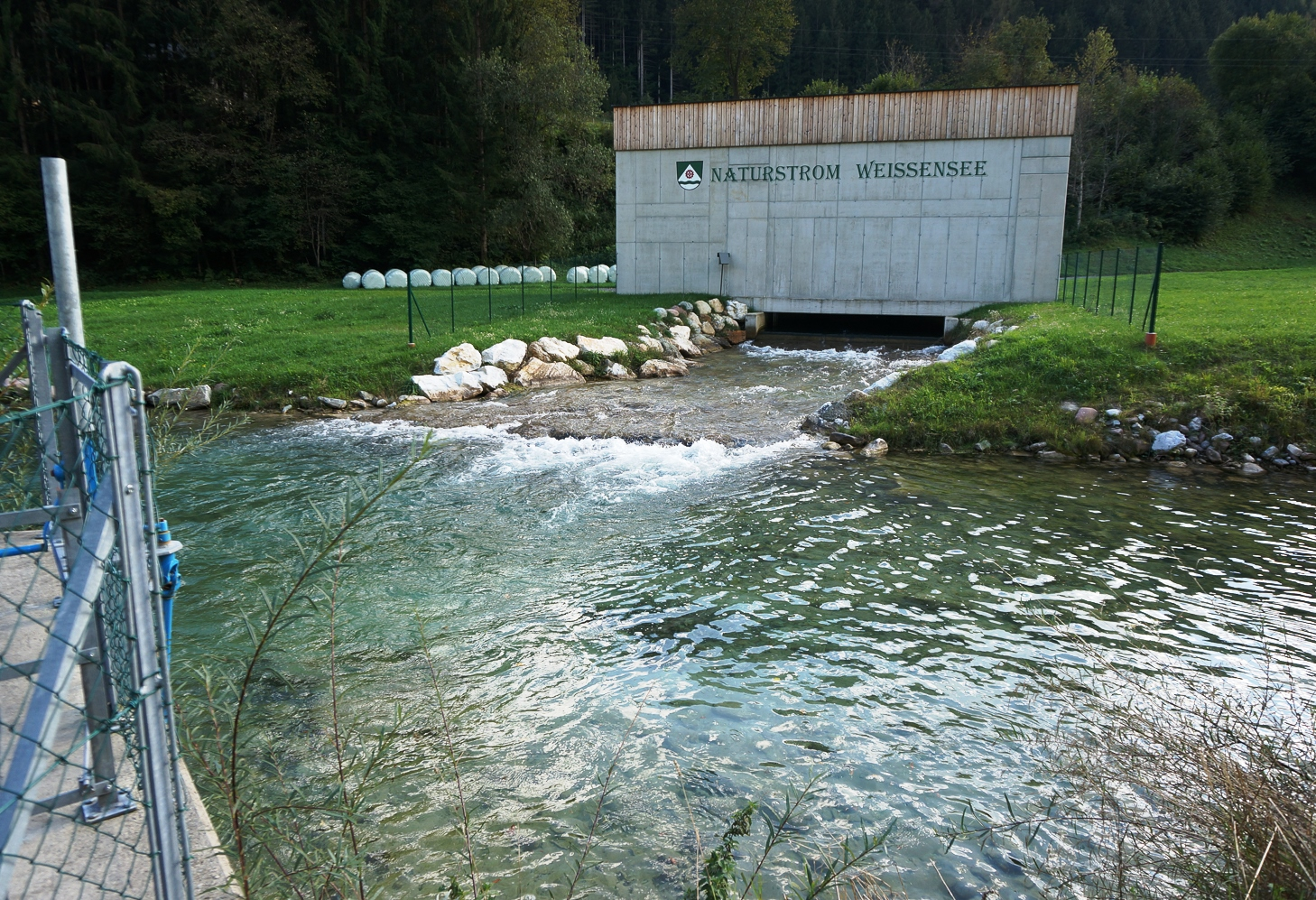
Kraftwerk Gassen

## Energie
- Zlaner Stausee: Bei Zlan staut die Kelag seit 1952 den Weißenbach und leitet das Wasser zum Kraftwerk Kamering im Drautal.[3]
- Kraftwerk Gassen: Im Jahr 2017 nahm die Gemeinde Stockenboi ein Kleinkraftwerk bei Gassen in Betrieb.[4]